# Darryl F. Zanuck
Darryl Francis Zanuck, född 5 september 1902 i Wahoo i Nebraska, död 22 december 1979 i Palm Springs i Kalifornien, var en amerikansk filmproducent och manusförfattare. Han var far till Richard D. Zanuck.

## Filmografi
Produktion (i urval)
- Public Enemy - samhällets fiende nr 1 (1931, ej krediterad)
- Little Caesar (1931, ej krediterad)
- 20.000 år i Sing Sing (1932, ej krediterad)
- Hans hustrus brott (1932, ej krediterad)
- 42:a gatan (1933, ej krediterad)
- Polisprefekten (Les Misérables, 1935)
- In Old Chicago (1937)
- Utanför lagen (1939)
- Flammande vildmark (1939, ej krediterad)
- Sherlock Holmes - Professor Moriartys sista strid (1939, ej krediterad)
- Folkets hjälte (1939, ej krediterad)
- Vredens druvor (1940)
- Frank James hämnd (1940)
- Jag minns min gröna dal (1941)
- Den vassa eggen (1946)
- Fåfäng var min dröm (1946, ej krediterad)
- Tyst överenskommelse (1947)
- En droppe negerblod (1949)
- Blodig gryning (1949)
- Allt om Eva (1950)
- Ingen väg ut (1950)
- Vad ska folk säja (1951)
- Snön på Kilimanjaro (1952)
- Viva, Zapata! (1952)
- Sinuhe, egyptiern (1954)
- Mannen i den grå kostymen (1956)
- Och solen har sin gång (1957)
- Den längsta dagen (1962)

Manus (i urval)
- Noah's Ark (1928)
- Little Caesar (1931, ej krediterad)
- The Dark Horse (1932, synopsis, krediterad "Melville Crossman")
- En farlig kvinna (1933, synopsis, krediterad "Mark Canfield")
- Skandalen i Hollywood (1933, synopsis, ej krediterad)
- Den stora razzian (1935, förlagan Public Enemy No. 1, ej krediterad)
- Mannen hon älskade (1937, synopsis, ej krediterad)
- Alexanders ragtime band (1938, bidragande författare, ej krediterad)
- En yankee flyger till London (1941, synopsis, krediterad "Melville Crossman")
- Kinesflickan (1942, synopsis, krediterad "Melville Crossman")
- Flygets käcka gossar (1942, originalsynopsis, krediterad "Melville Crossman")
- Purpurhjärtat (1944, synopsis, krediterad "Melville Crossman")
- Den vassa eggen (1946, ytterligare scener, ej krediterad)

Regi
- Noah's Ark (1928, ej krediterad)
- Den längsta dagen (1962, ej krediterad)
- Cleopatra (1963, ej krediterad)